# Bezirk Naukšēni
Der Bezirk Naukšēni (Naukšēnu novads) war von 2009 bis 2021 ein Verwaltungsbezirk in Lettland. Im Zuge der Verwaltungsreform 2021 wurden seine Gemeinden Teil des neu entstandenen Bezirks Valmiera.

## Geographie
Das ehemalige Bezirksgebiet liegt im Norden des Landes an der estnischen Grenze.

## Bevölkerung
Zum Bezirk Naukšēni gehörten der Hauptort Naukšēni und die Landgemeinde Koņi. 2010 hatte der Bezirk 2316 Einwohner, 2020 waren es noch 1675 Einwohner.

## Persönlichkeiten
- Reinholds Bērziņš (1888–1938), Revolutionär und Opfer der Lettischen Operation des NKWD, wurde in Koņi geboren.